# Discestra inquieta
Discestra inquieta är en fjärilsart som beskrevs av Walker 1857. Discestra inquieta ingår i släktet Discestra och familjen nattflyn. Inga underarter finns listade i Catalogue of Life.